# Pizza-Connection (Politik)
Als Pizza-Connection bezeichnet man in der deutschen Politik einen Gesprächskreis zwischen einigen jungen Bundestagsabgeordneten aus der CDU und Bündnis 90/Die Grünen in den 1990er Jahren und zu Beginn der 2000er Jahre.

## Geschichte
Am 1. Juni 1995 trafen sich zum ersten Mal Abgeordnete beider Parteien in dem italienischen Restaurant Sassella in Bonn. Da weite Teile der führenden Repräsentanten beider Parteien die Vertreter der jeweils anderen Partei damals sehr kritisch betrachteten, erregten die Treffen Aufsehen. Ihren Namen erhielten sie von einem der Kritiker, dem damaligen CSU-Generalsekretär Bernd Protzner, der 1995 bemerkte, man werde die „Pizza-Connection“ im Auge behalten. Der Begriff spielt auf den sizilianisch-US-amerikanischen Drogenring Pizza Connection an. Pizza wurde bei den Treffen nicht gegessen.
Politisch tragfähig wurden die Treffen in einem Streit um den Besuch des damaligen iranischen Außenministers Ali Akbar Velayati, der im November 1995 zur einzigen Abstimmungsniederlage Helmut Kohls im Bundestag führte, nachdem einige CDU-Abweichler mit SPD und Grünen gegen eine Einladung stimmten.
Teilnehmer an den Treffen waren unter anderem seitens der CDU Hermann Gröhe, Armin Laschet, Andreas Krautscheid, Norbert Röttgen, Peter Altmaier, Ronald Pofalla, Andreas Storm, Eckart von Klaeden und Thomas Rachel, seitens der Grünen Matthias Berninger, Cem Özdemir, Volker Beck, Steffi Lemke, Antje Hermenau, Andrea Fischer, Oswald Metzger, Margareta Wolf, Simone Probst, Christine Scheel, Rezzo Schlauch und Wolfgang Schmitt. Als spätere Mitglieder des Kreises genannt werden die CDU-Abgeordneten Julia Klöckner und Kristina Schröder sowie die Grünen Katrin Göring-Eckardt und Anja Hajduk, die seit 1998 bzw. 2002 dem Bundestag angehörten.
Nach der Bildung der rot-grünen Regierung 1998 und dem Umzug des Bundestags nach Berlin 1999 wurden die Treffen seltener. Kurz nach der Bundestagswahl 2005 brachten Gröhe und Pofalla eine Jamaika-Koalition ins Spiel; jedoch blieb es bei einem einmaligen Sondierungsgespräch zwischen den Spitzen von Union und Grünen. Spekulationen um eine bevorstehende schwarz-grüne Koalition in Nordrhein-Westfalen kamen auf, als kurz vor der Landtagswahl 2010 Andreas Krautscheid zum Generalsekretär des CDU-Landesverbandes gewählt wurde.
2007 wurde die Pizza-Connection auf Initiative von Hermann Gröhe und Margareta Wolf kurzzeitig wiederbelebt.
Nachdem die Sondierungen zwischen CDU/CSU und Grünen nach der Bundestagswahl 2013 nicht zu einer gemeinsamen Regierungsbildung geführt hatten, erfolgte eine Wiederbelebung der Treffen zwischen Politikern beider Fraktionen. Diese Runde wird als „Pizza-Connection 2.0“ oder zur Abgrenzung auch als „Pasta-Connection“ bezeichnet und von den beiden Abgeordneten Jens Spahn (CDU) und Omid Nouripour (Bündnis 90/Die Grünen) koordiniert.
Im April 2023 berichtete ntv über die "Pizza-Connection 3.0", die nun unter Federführung der stellvertretenden CDU-Vorsitzenden Silvia Breher und der Grünen 
Staatssekretärin im Landwirtschaftsministerium Claudia Müller stünde. "Demokratisch gewählte Abgeordnete müssten im Gespräch bleiben.
Es sei wichtig, sich nicht nur in den Talkshows zu treffen", so der Bericht.